# دتش أولريش
دتش أولريش (بالإنجليزية: Dutch Ulrich)‏ هو لاعب كرة قاعدة أمريكي، ولد في 18 نوفمبر 1899 في بالتيمور في الولايات المتحدة، وتوفي بنفس المكان في 11 فبراير 1929.

## وصلات خارجية
- دتش أولريش على موقعبيزبول رفرنس.كوم (الدوري الرئيسي) (الإنجليزية)